# All Over Me
All Over Me ist ein US-amerikanischer Spielfilm von 1997. Er handelt von der besten Freundin und der ersten Liebe.

## Handlung
Claude, die bei ihrer alleinerziehenden Mutter aufwächst, ist heimlich in ihre beste Freundin Ellen verliebt. Claude arbeitet zusammen mit ihrem schwulen Freund Jesse in einer Pizzeria. Ihre Freundschaft zum neuen Nachbarn Luke zieht Ellen ins Lächerliche. Sie ist mit dem Macho und Drogendealer Mark zusammen. Als Luke Opfer eines Gewaltakts gegenüber Homosexuellen wird und Claude Mark als Täter identifiziert, wird sie von Ellen zurückgewiesen, dennoch sucht Ellen Halt bei Claude, die sich allerdings von ihrer unerwiderten Liebe hintergangen fühlt, da Ellen mit Mark und nicht mit ihr zusammen ist. Claude lernt bei einem Punk-Konzert Lucy kennen. Lucy ist Musikerin und steht auf Claude; allerdings ist sich Claude bei einer intimen Begegnung nicht sicher, ob sie Lucy oder Ellen begehrt. Nachdem Ellen von ihrem Freund Drogen verabreicht werden, stellt Claude diesen zur Rede. Als Ellen zu Mark statt zu Claude hält, beendet Claude die Freundschaft und beginnt eine Beziehung mit Lucy.

## Auszeichnungen
All Over Me gewann 1997 den Teddy Award bei den Internationalen Filmfestspielen in Berlin für den besten Feature Film. Beim Sundance Film Festival 1997 war der Film für den Grand Jury Prize nominiert, bei den Gotham Awards für den Open Palm Award und 1998 für den Outstanding Film Award an den GLAAD Media Awards.
Alison Folland wurde bei den Independent Spirit Awards sowie bei den Chlotrudis Awards für die beste weibliche Hauptrolle nominiert.

## Filmmusik
Die Filmmusik wurde von Miki Navazio komponiert.
1. „Hello“ (Lori Barbero, Kat Bjelland, Maureen Herman) performed by Babes in Toyland
2. „Ellen and Claude Jammin“ (Miki Navazio)
3. „Shy“ performed by Ani Difranco
4. „Hole In The Ground“ (Mary Timony) performed by Helium
5. „I Wanna Be Your Joey Ramone“ (Corin Tucker, Lora McFarlane) performed by Sleater-Kinney
6. „Game Song“ (Tuscadero) performed by Tuscadero
7. „Jackie Blue“ (Larry Lee, Steve Cash) performed by Ozark Mountain Daredevils
8. „Claude Sees Ellen And Mark“ (Navazio)
9. „Squeezebox Days“ (Leisha Hailey) performed by The Murmurs
10. „Dragon Lady“ (Carla Bozulich, Daniel Keenan, Kevin Fitzgerald, William Tutton) performed by Geraldine Fibbers
11. „Dynamite“ (Alison Pipitone) performed by Pipitone
12. „Empty Glasses“ (Kim Deal) performed by The Amps
13. „Descent“ (Remy Zero) performed by Remy Zero
14. „6 a.m. Jullander Shere“ (Tjinder Singh) performed by Cornershop
15. „The Kiss“ (Navazio)
16. „Dimming Soul“ (Michelle Malone) performed by Malone
17. „Pissing in a River“ (Patti Smith, Ivan Král) performed by Patti Smith Group
18. „Superglider“ (Isabel Monteiro, Daron Robinson) performed by Drugstore
19. „Finale“ (Navazio)
20. „Something’s Burning“ (12 Rounds) performed by 12 Rounds